# Alstonia rubiginosa
Alstonia rubiginosa là một loài thực vật]] thuộc họ Apocynaceae. Đây là loài đặc hữu của Papua New Guinea.